# Metapedia
A Metapedia egy szélsőjobboldali, antiszemita és fehér felsőbbrendűséget hirdető többnyelvű online enciklopédia. Az oldal legelső, svéd nyelvű változata 2006. október 26-án kezdte meg működését. Az angol nyelvű változatot 2007. április 28-án indították el. 2014. február 14-i adat szerint a magyar nyelvű változat rendelkezik a legtöbb szócikkel, 146 361-gyel. Ugyanekkor az angol nyelvű változatnak 19 327 szócikke volt ezen a napon. A Metapedia összesen 18 nyelven olvasható. A magyar nyelvű verzió 2022-ben végleg megszűnt.

## Fordítás
Ez a szócikk részben vagy egészben  a   Metapedia című angol Wikipédia-szócikk ezen változatának fordításán alapul.  Az eredeti cikk szerkesztőit annak laptörténete sorolja fel. Ez a jelzés csupán a megfogalmazás eredetét és a szerzői jogokat jelzi, nem szolgál a cikkben szereplő információk forrásmegjelöléseként.